# 292-я стрелковая дивизия (1-го формирования)
292-я стрелковая дивизия — воинское соединение Вооружённых сил СССР в Великой Отечественной войне.

## История
Дивизия формировалась с июля 1941 года в Селецких лагерях (с. Сельцы под Рязанью)
В составе действующей армии с 28 августа 1941 года по 27 декабря 1941 года.
В течение 20 августа — 24 августа 1941 года перебрасывается в район Киришей, заняла позиции по реке Волхов от Киришей до Грузино. Немецким войскам в конце августа 1941 года удалось взять посёлок и захватить плацдарм на правому берегу реки Волхова. Дивизия вступила в бои за посёлок, которые в первой декаде сентября 1941 года был отбит 292-й и 311-й стрелковыми дивизиями при поддержке 881-го корпусного артиллерийского полка.
К началу немецкого наступления на Тихвин занимала оборону на фронте по восточному берегу Волхова севернее Киришей. С началом немецкого наступления 16 октября 1941 года вместе с 119-м танковым батальоном спешно начала переброску южнее под Оскуй. Полностью дивизия развернуться на оборонительных рубежах не успела. 1009-й стрелковый полк успел занять оборону на участке Круг — Стеремно — Рогачи и 20 октября 1941 года попал под удар 12-й танковой дивизии и 20-й моторизованной дивизии. В этот же день немецкие войска взяли Оскуй, 21 октября 1941 года — Покровское и Крутиху. 1011-й стрелковый полк 22 октября 1941 года контратаковал противника в направлении Пролёт — Грузино, овладел Пролётом и продолжал развивать успех, стремясь перерезать шоссейную дорогу Грузино — Будогощь, но к ночи отошёл в Мелеховскую.
Из-за бездорожья и большой растянутости войск 292-я дивизия приказом командующего 4-й армией была разделена на две группы. Группа полковника Виноградова, командира дивизии, прикрывала направление на Будогощь, Тихвин, а группа полковника Биякова, начальника штаба дивизии, прикрывала направление на Волхов (город). В составе правобережной группы Биякова находились 3-й батальон 1007 сп, 1011 сп, отряд особого назначения при 1011 сп, маршевый батальон, 576-й отдельный сапёрный батальон, 729-й отдельный батальон связи, мотострелковая рота, 1-я батарея 833-го артиллерийского полка и временно приданный из состава 311-й стрелковой дивизии 1067 сп, действовавший в составе группы Биякова с 20 по 30 ноября. 31 ноября остатки группы Биякова были переданы 310-й стрелковой дивизии полковника Замировского и в её составе обороняли д. Пчева, а тылы отправлены в распоряжение Управления тыла 4-й армии.
В составе группы Виноградова находились 1009 сп, два батальона 1007 сп, бронепоезд № 51 и семь приданных танков (три танка Т-34 и четыре танка Т-26) 119-го отдельного танкового батальона, которые из-за большой грязи не могли оказать эффективную поддержку пехоте. Группа Виноградова действовала без тылов. Боевым донесением от 22 октября 1941 года сообщается, что "в результате ожесточённых боев за два дня полки сократились до ста человек в каждом". Остатки группы Виноградова к исходу 2 ноября 1941 года сосредоточились в районе Усть-Шомушка.
Вышедшие из окружения остатки группы Биякова самостоятельно собрались в Волхове, ожидая дальнейшего развития событий, а с 17 ноября 1941 остатки 1009-го и 1011-го стрелковых полков были собраны заградотрядом 6-й бригады морской пехоты, и пополнили бригаду, составив 2-й батальон 6-й бригады морской пехоты
В то же самое время по некоторым источникам отдельные части дивизии появлялись и в составе 44-й стрелковой дивизии, а также включались в состав Северной группы войск для наступления в районе Тихвина.
Дивизия уже с конца октября 1941 года фактически не представляла собой единого формирования, на 25 ноября 1941 уже не учитывается в таблице соотношения сил и средств сторон.
27 декабря 1941 года официально расформирована.

## Состав
- 1007-й стрелковый полк
- 1009-й стрелковый полк
- 1011-й стрелковый полк
- 833-й артиллерийский полк
- 351-й отдельный истребительно-противотанковый дивизион
- 554-й отдельный зенитный артиллерийский дивизион
- 380-я отдельная разведывательная рота
- 576-й сапёрный батальон
- 729-й отдельный батальон связи
- 296-й медико-санитарный батальон
- 362-я отдельная рота химической защиты
- 752-я автотранспортная рота
- 235-я полевая хлебопекарня
- 953-я полевая почтовая станция

## Подчинение
| Дата            | Фронт (округ)            | Армия                | Корпус | Примечания |
| --------------- | ------------------------ | -------------------- | ------ | ---------- |
| 01.08.1941 года | Московский военный округ | -                    | -      | -          |
| 01.09.1941 года | -                        | 52-я отдельная армия | -      | -          |
| 01.10.1941 года | -                        | 4-я отдельная армия  | -      | -          |
| 01.11.1941 года | -                        | 4-я отдельная армия  | -      | -          |
| 01.12.1941 года | -                        | -                    | -      | нет данных |

## Командиры
- Мисюлин Николай Прокофьевич (08.12.1913 — 26.10.1941), мл. лейтенант, командир взвода 833 артиллерийского полка 292 стрелковой дивизии
- Попов, Алексей Федосеевич (02.07.1941 — 30.09.1941), полковник
- Виноградов, Павел Семёнович (сентябрь — ноябрь 1941), полковник